# أنغيل دوراند
أنغيل دوراند هي مغنية وممثلة بلجيكية، ولدت في 23 أكتوبر 1925 في أنتويرب في بلجيكا، وتوفيت في 22 ديسمبر 2001 في آوغسبورغ في ألمانيا.

## وصلات خارجية
- أنغيل دوراند على موقع IMDb (الإنجليزية)
- أنغيل دوراند على موقع ميوزك برينز (الإنجليزية)
- أنغيل دوراند على موقع ديسكوغز (الإنجليزية)
- أنغيل دوراند على موقع قاعدة بيانات الفيلم (الإنجليزية)
- أنغيل دوراند على موقع كينوبويسك (الروسية)